# 月見山駅
月見山駅（つきみやまえき）は、兵庫県神戸市須磨区月見山町二丁目にある、山陽電気鉄道本線の駅。駅番号はSY 04。
駅名に「須磨離宮公園前」との副名称が付いており、車内放送などで案内される。山側にある須磨離宮公園の最寄り駅であり、海側にある須磨海浜公園・須磨海浜水族園の山陽電鉄における最寄り駅でもある。

## 歴史
- 1910年（明治43年）3月15日：兵庫電気軌道が兵庫（のちの電鉄兵庫） - 須磨（現・山陽須磨）間で開業した際に設置（月見山踏切の東側に上り線ホーム、西側に下り線ホームを配置）[1]。
- 1927年（昭和2年）4月1日：宇治川電気により合併され、同社の駅となる。
- 1933年（昭和8年）6月6日：宇治川電気の鉄道部門が分離され、山陽電気鉄道の駅となる。
- 1948年（昭和23年）不明：上りホームが移設され相対式ホームとなる(後述)[1][2]。
- 1955年（昭和30年）4月1日：急行停車駅となる。
- 1968年（昭和43年）4月7日：神戸高速鉄道開業により、阪神・阪急からの乗り入れ列車が停車開始。
- 1984年（昭和59年）3月25日：山陽急行の設定廃止。自社の優等列車の停車が一旦なくなる。
- 1985年（昭和60年）3月20日：下り線の駅舎が改築される[1][2]。
- 1986年（昭和61年）3月20日：上り線の駅舎が改築される[1][2]。
- 1995年（平成7年）
  - 1月17日：阪神・淡路大震災で山陽電鉄本線が不通となり、当駅も一時営業中止[3]。
  - 2月21日：東須磨 - 須磨寺間運転再開に伴い営業再開[4]。
- 1998年（平成10年）2月15日：S特急停車駅となる。同時に阪急からの列車の乗り入れがなくなる。
- 2009年（平成21年）3月20日：ダイヤ改正により直通特急・特急が停車、全列車停車駅となる。
- 2020年（令和2年）4月10日：待合室を設置開始。なお、他の設置駅とは差別化しており、フローリング加工、黒の配色を施している。

## 駅構造
相対式ホーム2面2線の地上駅。駅舎（改札口）は両ホームの須磨寄りにあり、互いのホームは構内踏切で連絡している。基本的に窓口は無人化されている。
駅の西側に月見山踏切があるが、前述の通り昭和23年まで上りホームはこの踏切の西側に存在していた。かつて上りホームのあった場所には店舗や民家が建っているが、踏切からでも痕跡をはっきり確認することができる。

### のりば
| 南側 | 本線 | 下り | 明石・姫路方面 |
| 北側 | 本線 | 上り | 三宮・梅田方面 |

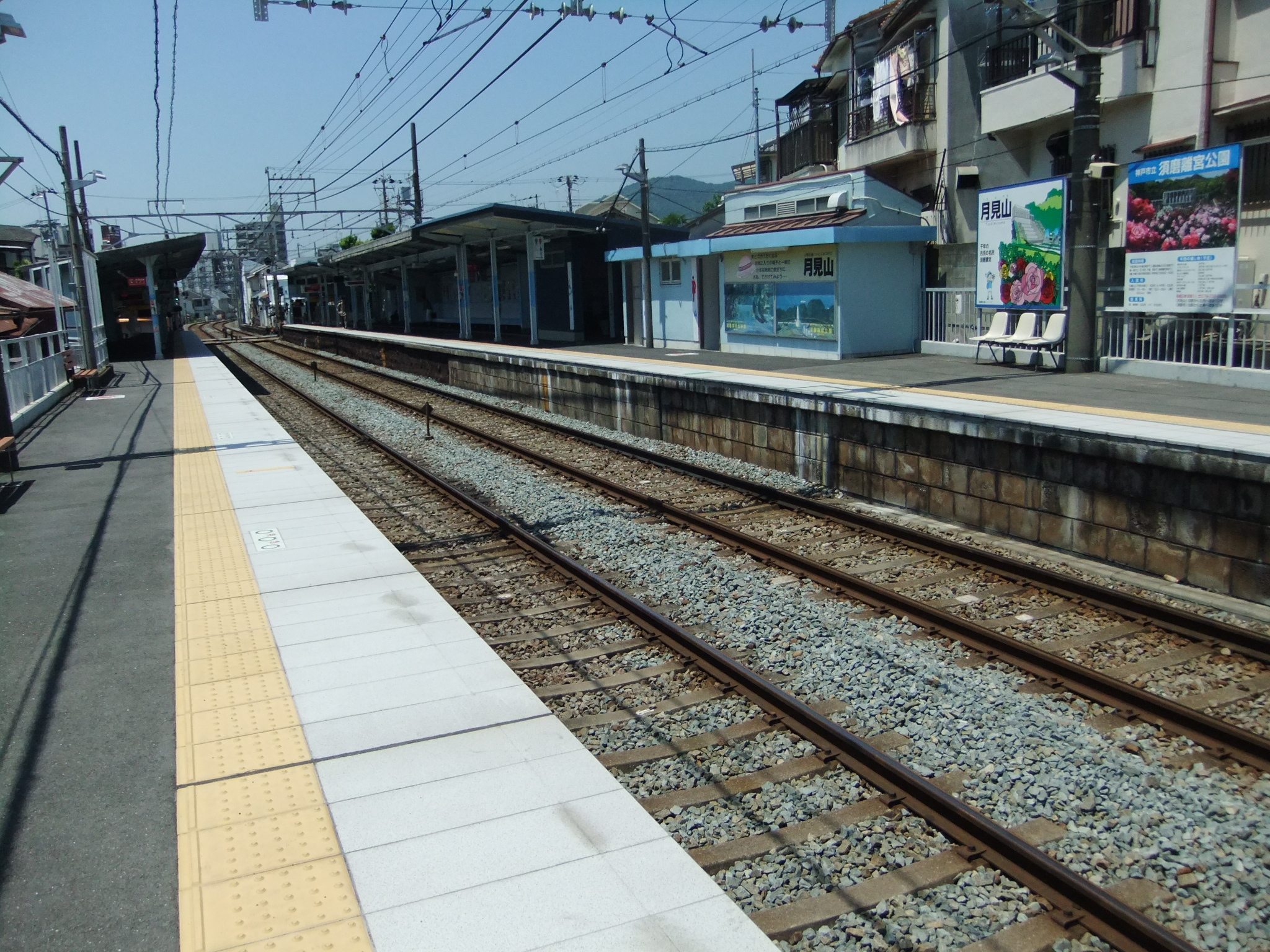
ホーム（2017年6月）

※のりば番号は設定されず、「下り線」「上り線」と呼称する。

## 利用状況
1日あたりの乗車人員 2,890人（2022年度）
近接するJRの須磨海浜公園駅の方が利用者数は多く、より賑やかに感じられるが、近年は直通特急・特急全停車に伴う利便性の向上によって、その成果が出てきているのか、乗車人員は緩やかに微増（V字回復）している。
以下に各年の乗車人員を示す。

### 昭和・平成
| 昭和・平成 | 昭和・平成   | 昭和・平成   | 昭和・平成   | 昭和・平成      | 昭和・平成      | 昭和・平成      | 昭和・平成      | 昭和・平成 | 昭和・平成 | 昭和・平成 | 昭和・平成 | 昭和・平成 | 昭和・平成 |
| 年度       | 乗車人員総数 | 乗車人員総数 | 乗車人員総数 | 内 定期利用者数 | 内 定期利用者数 | 内 定期利用者数 | 内 定期利用者数 | 出典       | 出典       | 出典       | 出典       | 出典       | 出典       |
| 年度       | 人/日        | 増減         | 順位         | 人/日           | 増減            | 利用率          | 順位            | 神         | 明         | 播         | 加         | 高         | 姫         |
| ---------- | ------------ | ------------ | ------------ | --------------- | --------------- | --------------- | --------------- | ---------- | ---------- | ---------- | ---------- | ---------- | ---------- |
| 1969(S44)  | 6,626        |              |              | 4,400           |                 | 66.41%          |                 | [ 神 2 ]   |            |            |            |            |            |
| 1970(S45)  | 6,613        | -0.19%       |              | 4,473           | 1.66%           | 67.64%          |                 | [ 神 2 ]   |            |            |            |            |            |
| 1971(S46)  | 6,754        | 2.13%        |              | 4,443           | -0.67%          | 65.79%          |                 | [ 神 2 ]   |            |            |            |            |            |
| 1972(S47)  | 6,803        | 0.72%        |              | 4,549           | 2.38%           | 66.87%          |                 | [ 神 2 ]   |            |            |            |            |            |
| 1973(S48)  | 6,987        | 2.70%        |              | 4,297           | -5.55%          | 61.50%          |                 | [ 神 2 ]   |            |            |            |            |            |
| 1974(S49)  | 7,102        | 1.66%        |              | 4,265           | -0.73%          | 60.06%          |                 | [ 神 2 ]   |            |            |            |            |            |
| 1975(S50)  | 6,984        | -1.67%       |              | 4,053           | -4.98%          | 58.03%          |                 | [ 神 2 ]   |            |            |            |            |            |
| 1976(S51)  | 7,385        | 5.74%        |              | 4,615           | 13.88%          | 62.50%          |                 | [ 神 2 ]   |            |            |            |            |            |
| 1977(S52)  | 7,948        | 7.62%        |              | 5,024           | 8.86%           | 63.21%          |                 | [ 神 3 ]   |            |            |            |            |            |
| 1978(S53)  | 7,888        | -0.75%       | 6/48         | 5,076           | 1.03%           | 64.35%          |                 | [ 神 3 ]   | [ 明 1 ]   | [ 播 1 ]   | [ 加 1 ]   | [ 高 1 ]   | [ 姫 1 ]   |
| 1979(S54)  | 7,867        | -0.26%       | 5/48         | 4,953           | -2.41%          | 62.96%          |                 | [ 神 3 ]   | [ 明 2 ]   | [ 播 1 ]   | [ 加 1 ]   | [ 高 1 ]   | [ 姫 2 ]   |
| 1980(S55)  | 7,776        | -1.16%       | 5/48         | 4,933           | -0.41%          | 63.44%          |                 | [ 神 3 ]   | [ 明 3 ]   | [ 播 1 ]   | [ 加 1 ]   | [ 高 1 ]   | [ 姫 2 ]   |
| 1981(S56)  | 7,742        | -0.44%       | 5/48         | 4,895           | -0.77%          | 63.23%          |                 | [ 神 3 ]   | [ 明 4 ]   | [ 播 2 ]   | [ 加 2 ]   | [ 高 1 ]   | [ 姫 2 ]   |
| 1982(S57)  | 7,647        | -1.23%       | 6/48         | 4,756           | -2.84%          | 62.20%          |                 | [ 神 4 ]   | [ 明 5 ]   | [ 播 2 ]   | [ 加 2 ]   | [ 高 2 ]   | [ 姫 2 ]   |
| 1983(S58)  | 7,666        | 0.25%        | 6/48         | 4,871           | 2.42%           | 63.55%          |                 | [ 神 4 ]   | [ 明 5 ]   | [ 播 2 ]   | [ 加 2 ]   | [ 高 3 ]   | [ 姫 2 ]   |
| 1984(S59)  | 7,277        | -5.08%       | 6/48         | 4,696           | -3.60%          | 64.53%          |                 | [ 神 4 ]   | [ 明 5 ]   | [ 播 2 ]   | [ 加 2 ]   | [ 高 3 ]   | [ 姫 3 ]   |
| 1985(S60)  | 7,068        | -2.86%       | 5/48         | 4,504           | -4.08%          | 63.72%          |                 | [ 神 4 ]   | [ 明 5 ]   | [ 播 2 ]   | [ 加 2 ]   | [ 高 3 ]   | [ 姫 3 ]   |
| 1986(S61)  | 6,159        | -12.87%      | 8/48         | 3,625           | -19.53%         | 58.85%          |                 | [ 神 4 ]   | [ 明 5 ]   | [ 播 2 ]   | [ 加 3 ]   | [ 高 3 ]   | [ 姫 3 ]   |
| 1987(S62)  | 6,578        | 6.81%        | 5/48         | 3,595           | -0.83%          | 54.64%          |                 | [ 神 5 ]   | [ 明 6 ]   | [ 播 2 ]   | [ 加 3 ]   | [ 高 3 ]   | [ 姫 3 ]   |
| 1988(S63)  | 6,477        | -1.54%       | 6/48         | 3,584           | -0.30%          | 55.33%          |                 | [ 神 5 ]   | [ 明 6 ]   | [ 播 2 ]   | [ 加 3 ]   | [ 高 3 ]   | [ 姫 4 ]   |
| 1989(H01)  | 6,471        | -0.08%       |              | 3,518           | -1.83%          | 54.36%          |                 | [ 神 5 ]   | [ 明 6 ]   | [ 播 2 ]   | [ 加 3 ]   | [ 高 4 ]   | [ 姫 4 ]   |
| 1990(H02)  | 6,397        | -1.14%       | 6/48         | 3,523           | 0.16%           | 55.07%          |                 | [ 神 5 ]   | [ 明 6 ]   | [ 播 3 ]   | [ 加 3 ]   | [ 高 4 ]   | [ 姫 4 ]   |
| 1991(H03)  | 6,447        | 0.77%        |              | 3,493           | -0.86%          | 54.19%          |                 | [ 神 5 ]   | [ 明 7 ]   | [ 播 3 ]   | [ 加 4 ]   | [ 高 4 ]   | [ 姫 4 ]   |
| 1992(H04)  | 6,392        | -0.85%       | 6/48         | 3,334           | -4.55%          | 52.16%          |                 | [ 神 6 ]   | [ 明 7 ]   | [ 播 4 ]   | [ 加 4 ]   | [ 高 4 ]   | [ 姫 4 ]   |
| 1993(H05)  | 6,140        | -3.94%       | 7/48         | 3,200           | -4.03%          | 52.12%          |                 | [ 神 6 ]   | [ 明 7 ]   | [ 播 4 ]   | [ 加 4 ]   | [ 高 5 ]   | [ 姫 5 ]   |
| 1994(H06)  | 4,756        | -22.53%      | 9/48         |                 |                 |                 |                 | [ 神 6 ]   | [ 明 7 ]   | [ 播 4 ]   | [ 加 4 ]   | [ 高 5 ]   | [ 姫 5 ]   |
| 1995(H07)  | 3,342        | -29.72%      | 13/48        | 1,238           |                 | 37.05%          |                 | [ 神 6 ]   | [ 明 7 ]   | [ 播 4 ]   | [ 加 5 ]   | [ 高 5 ]   | [ 姫 5 ]   |
| 1996(H08)  | 4,518        | 35.16%       | 9/48         | 2,074           | 67.48%          | 45.91%          |                 | [ 神 6 ]   | [ 明 8 ]   | [ 播 4 ]   | [ 加 5 ]   | [ 高 5 ]   | [ 姫 5 ]   |
| 1997(H09)  | 4,521        | 0.06%        | 9/48         | 2,430           | 17.17%          | 53.76%          |                 | [ 神 7 ]   | [ 明 8 ]   | [ 播 4 ]   | [ 加 5 ]   | [ 高 6 ]   | [ 姫 5 ]   |
| 1998(H10)  | 4,238        | -6.24%       | 9/48         | 2,301           | -5.30%          | 54.30%          |                 | [ 神 7 ]   | [ 明 8 ]   | [ 播 4 ]   | [ 加 5 ]   | [ 高 6 ]   | [ 姫 6 ]   |
| 1999(H11)  | 3,986        | -5.95%       | 9/48         | 2,153           | -6.43%          | 54.02%          |                 | [ 神 7 ]   | [ 明 8 ]   | [ 播 4 ]   | [ 加 5 ]   | [ 高 6 ]   | [ 姫 6 ]   |
| 2000(H12)  | 3,742        | -6.12%       | 9/48         | 1,926           | -10.56%         | 51.46%          |                 | [ 神 7 ]   | [ 明 8 ]   | [ 播 4 ]   | [ 加 6 ]   | [ 高 6 ]   | [ 姫 6 ]   |
| 2001(H13)  | 3,575        | -4.47%       | 10/48        | 1,814           | -5.83%          | 50.73%          |                 | [ 神 7 ]   | [ 明 9 ]   | [ 播 5 ]   | [ 加 6 ]   | [ 高 6 ]   | [ 姫 6 ]   |
| 2002(H14)  | 3,460        | -3.22%       | 10/48        | 1,759           | -3.02%          | 50.83%          |                 | [ 神 8 ]   | [ 明 9 ]   | [ 播 5 ]   | [ 加 6 ]   | [ 高 6 ]   | [ 姫 6 ]   |
| 2003(H15)  | 3,345        | -3.33%       | 10/48        | 1,729           | -1.71%          | 51.68%          |                 | [ 神 8 ]   | [ 明 9 ]   | [ 播 5 ]   | [ 加 6 ]   | [ 高 6 ]   | [ 姫 7 ]   |
| 2004(H16)  | 3,219        | -3.77%       | 10/49        | 1,690           | -2.22%          | 52.51%          |                 | [ 神 8 ]   | [ 明 9 ]   | [ 播 5 ]   | [ 加 6 ]   | [ 高 7 ]   | [ 姫 7 ]   |
| 2005(H17)  | 3,173        | -1.45%       | 10/49        | 1,715           | 1.46%           | 54.06%          |                 | [ 神 8 ]   | [ 明 9 ]   | [ 播 5 ]   | [ 加 7 ]   | [ 高 7 ]   | [ 姫 7 ]   |
| 2006(H18)  | 3,153        | -0.60%       | 10/49        | 1,699           | -0.96%          | 53.87%          |                 | [ 神 8 ]   | [ 明 10 ]  | [ 播 5 ]   | [ 加 7 ]   | [ 高 7 ]   | [ 姫 7 ]   |
| 2007(H19)  | 3,082        | -2.26%       | 10/49        | 1,644           | -3.23%          | 53.33%          |                 | [ 神 9 ]   | [ 明 10 ]  | [ 播 6 ]   | [ 加 7 ]   | [ 高 7 ]   | [ 姫 7 ]   |
| 2008(H20)  | 2,353        | -23.64%      | 15/49        | 1,227           | -25.33%         | 52.15%          |                 | [ 神 9 ]   | [ 明 10 ]  | [ 播 6 ]   | [ 加 7 ]   | [ 高 7 ]   | [ 姫 8 ]   |
| 2009(H21)  | 2,110        | -10.36%      | 18/49        | 1,066           | -13.17%         | 50.52%          |                 | [ 神 9 ]   | [ 明 10 ]  | [ 播 6 ]   | [ 加 7 ]   | [ 高 7 ]   | [ 姫 8 ]   |
| 2010(H22)  | 2,414        | 14.42%       | 15/49        | 1,121           | 5.14%           | 46.42%          |                 | [ 神 9 ]   | [ 明 10 ]  | [ 播 6 ]   | [ 加 8 ]   | [ 高 7 ]   | [ 姫 8 ]   |
| 2011(H23)  | 2,485        | 2.95%        | 15/49        | 1,162           | 3.67%           | 46.75%          |                 | [ 神 9 ]   | [ 明 11 ]  | [ 播 6 ]   | [ 加 8 ]   | [ 高 8 ]   | [ 姫 8 ]   |
| 2012(H24)  | 2,551        | 2.65%        | 14/49        | 1,186           | 2.12%           | 46.51%          |                 | [ 神 10 ]  | [ 明 11 ]  | [ 播 6 ]   | [ 加 8 ]   | [ 高 8 ]   | [ 姫 8 ]   |
| 2013(H25)  | 2,674        | 4.83%        | 14/49        | 1,255           | 5.77%           | 46.93%          |                 | [ 神 10 ]  | [ 明 11 ]  | [ 播 7 ]   | [ 加 8 ]   | [ 高 8 ]   | [ 姫 9 ]   |
| 2014(H26)  | 2,704        | 1.13%        | 12/49        | 1,274           | 1.53%           | 47.11%          |                 | [ 神 10 ]  | [ 明 11 ]  | [ 播 7 ]   | [ 加 9 ]   | [ 高 8 ]   | [ 姫 9 ]   |
| 2015(H27)  | 2,849        | 5.37%        | 11/49        | 1,370           | 7.53%           | 48.08%          |                 | [ 神 10 ]  | [ 明 11 ]  | [ 播 7 ]   | [ 加 9 ]   | [ 高 8 ]   | [ 姫 9 ]   |
| 2016(H28)  | 2,899        | 1.73%        | 11/49        | 1,427           | 4.20%           | 49.24%          |                 | [ 神 10 ]  | [ 明 12 ]  | [ 播 7 ]   | [ 加 9 ]   | [ 高 8 ]   | [ 姫 9 ]   |
| 2017(H29)  | 2,962        | 2.17%        | 11/49        | 1,477           | 3.45%           | 49.86%          | 20/49           | [ 神 11 ]  | [ 明 12 ]  | [ 播 7 ]   | [ 加 9 ]   | [ 高 8 ]   | [ 姫 9 ]   |
| 2018(H30)  | 3,005        | 1.48%        | 11/49        | 1,493           | 1.11%           | 49.68%          | 20/49           | [ 神 12 ]  | [ 明 12 ]  | [ 播 7 ]   | [ 加 9 ]   | [ 高 8 ]   | [ 姫 9 ]   |

### 令和以降
| 令和以降  | 令和以降     | 令和以降     | 令和以降        | 令和以降        | 令和以降        | 令和以降 |
| 年度      | 乗車人員総数 | 乗車人員総数 | 内 定期利用者数 | 内 定期利用者数 | 内 定期利用者数 | 出典     |
| 年度      | 人/日        | 増減         | 人/日           | 増減            | 利用率          | 出典     |
| --------- | ------------ | ------------ | --------------- | --------------- | --------------- | -------- |
| 2019(R01) | 3,000        | 0.09%        | 1,536           | 3.12%           | 51.18%          | [ 神 1 ] |
| 2020(R02) | 2,545        | -15.39%      | 1,414           | -8.19%          | 55.54%          | [ 神 1 ] |
| 2021(R03) | 2,663        | 4.63%        | 1,436           | 1.55%           | 53.91%          | [ 神 1 ] |
| 2022(R04) | 2,890        | 8.54%        | 1,501           | 4.58%           | 51.94%          | [ 神 1 ] |

## 駅周辺
周辺は主に住宅地が広がる。
- 須磨離宮公園[1] - 駅から北西へ500 m程度。
- 神戸須磨シーワールド（かつては神戸市立須磨海浜水族園が所在[1]） - 須磨の市街地を南へ抜けて1 km近くある。
- 須磨海岸
- 山陽本線（JR神戸線）須磨海浜公園駅 - 駅から南東へ500 m程度。
- 松風村雨堂[1]
- 神戸月見山郵便局
- 兵庫大学附属須磨ノ浦高等学校
- 阪神高速3号神戸線月見山出入口
- 第二神明道路須磨インターチェンジ
- 須磨税務署
- 須磨年金事務所
- ジョイエール月見山
- 神戸市立西須磨小学校
- 神戸市立北須磨小学校
- 三井住友銀行須磨支店
- みなと銀行月見山支店
- 神戸信用金庫月見山支店
- コープこうべ須磨店
- 但馬銀行月見山支店

かつて存在したもの
- 駅南西の商店街（現在は都市計画道路中央幹線）にタレントの瀬戸カトリーヌの父が経営するパン屋があった。
- 神戸市立須磨高等学校
- 国民宿舎シーパル須磨

## 須磨海浜公園駅との関係
2008年3月15日、当駅の南側を走っている山陽本線（JR神戸線）に「須磨海浜公園駅」が開業した。これまで須磨海浜公園・須磨海浜水族館の最寄り駅は月見山駅であったが、JR須磨海浜公園駅の開業後は最寄り駅の座を奪われることになった。
山陽電気鉄道では対策として、阪神なんば線開業に伴う2009年3月20日のダイヤ改正を機に、須磨周辺の観光に便利な1dayチケットなどの企画乗車券の発売を計画した（神戸新聞：11月20日付の記事より）。また、それに先立ち、須磨海浜公園駅開業を控えた2008年3月1日、従来は板宿 - 阪神・阪急三宮間のみ利用可能だった企画乗車券「板宿-三宮とくやん2枚きっぷ」（450円）が値段をそのままにして山陽須磨駅まで利用できるようになった。当初は「神戸市西部増発」という形でのダイヤ改正による利便性向上が予定されていたが、結果として増発は行われず、当駅に直通特急が新規停車して停車列車の本数が増えることとされるのみだった。

## 隣の駅
山陽電気鉄道
本線
■直通特急・■特急（平日朝の下り1本）・■S特急（上り）
板宿駅 (SY 02) - 月見山駅 (SY 04) - 山陽須磨駅 (SY 06)
■S特急（下り）
東須磨駅 (SY 03) → 月見山駅 (SY 04) → 山陽須磨駅 (SY 06)
■特急（上記以外）・■普通
東須磨駅 (SY 03) - 月見山駅 (SY 04) - 須磨寺駅 (SY 05)

### 利用状況
1. 1 2  “神戸市統計書”.   神戸市. 2023年9月5日閲覧。
2. ↑  “明石市統計書”.   明石市. 2023年9月5日閲覧。
3. ↑  “播磨町統計書”.   播磨町. 2023年9月5日閲覧。
4. ↑  “加古川市統計書”.   加古川市. 2023年9月5日閲覧。
5. ↑  “高砂市統計書”.   高砂市. 2023年9月5日閲覧。
6. ↑  “姫路市統計要覧”.   姫路市. 2023年9月5日閲覧。

神戸市統計書
1. 1 2 3 4 5  最新の統計書を見る（最終更新日：2023年10月6日）　(9 陸上運輸・空港) 9-3.鉄道市内各駅の乗車人員（山陽電気鉄道）
2. 1 2 3 4 5 6 7 8  『第54回　神戸市統計書（昭和52年度版）』 神戸市企画局統計課、昭和53年3月印刷発行(太陽印刷工業株式会社)、pp.172-175
3. 1 2 3 4 5  『第59回 神戸市統計書(昭和57年度版)』 神戸市市長室企画調整部調査統計課、昭和58年3月印刷発行(菱三印刷株式会社)、pp.163-165
4. 1 2 3 4 5  『第64回 神戸市統計書(昭和62年度版)』 神戸市市長総局企画調整部調査統計課、昭和63年3月印刷発行(菱三印刷株式会社)、pp.136-137
5. 1 2 3 4 5  『第69回 神戸市統計書(平成4年度版)』 神戸市企画調整局企画部総合計画課、平成5年3月印刷発行(菱三印刷株式会社)、pp.149-150
6. 1 2 3 4 5  『第74回 神戸市統計書(平成9年度版)』 神戸市震災復興本部総括局復興推進部企画課、平成10年3月印刷発行(交友印刷株式会社)、pp.143-144
7. 1 2 3 4 5  『第79回 神戸市統計書(平成14年度版)』 神戸市企画調整局企画調整部総合計画課、平成15年3月印刷発行(有限会社 わかばやし印刷)、pp.151-152
8. 1 2 3 4 5  『第84回 神戸市統計書(平成19年度版)』 神戸市企画調整局企画調整部総合計画課、平成20年3月印刷発行(有限会社 わかばやし印刷)、pp.127-128
9. 1 2 3 4 5  第89回神戸市統計書 平成24年度版　(9 陸上運輸・空港) 9-3.鉄道市内各駅の乗車人員（山陽電気鉄道）
10. 1 2 3 4 5  第94回神戸市統計書 平成29年度版　(9 陸上運輸・空港) 9-3.鉄道市内各駅の乗車人員（山陽電気鉄道）
11. ↑  第95回神戸市統計書 平成30年度版　(9 陸上運輸・空港) 9-3.鉄道市内各駅の乗車人員（山陽電気鉄道）
12. ↑  第96回神戸市統計書 令和01年度版　(9 陸上運輸・空港) 9-3.鉄道市内各駅の乗車人員（山陽電気鉄道）

明石市統計書
1. ↑  『昭和54年版 明石市統計書』 明石市市役所総務部企画課統計係、昭和54年12月印刷発行(明光印刷有限会社)、pp.235-236
2. ↑  『昭和55年版 明石市統計書』 明石市役所総務部企画課統計係、昭和56年3月印刷発行(明光印刷有限会社)、pp.261-262
3. ↑  『昭和56年版 明石市統計書』 明石市総務部企画課統計係、昭和57年1月印刷発行(明光印刷有限会社)、pp.261-262
4. ↑  『昭和57年版 明石市統計書』 明石市総務部企画課統計係、昭和58年3月印刷発行(明光印刷有限会社)、pp.265-266
5. 1 2 3 4 5  『明石市統計書(昭和62年版)』 明石市企画部企画課統計係、昭和63年3月印刷発行(明光印刷有限会社)、p.212
6. 1 2 3 4  『明石市統計書(平成4年版)』 兵庫県明石市企画財政部企画課統計係、平成5年3月印刷発行(株式会社 ソーエイ)、p.212
7. 1 2 3 4 5  『明石市統計書(平成8年版)』 兵庫県明石市企画財政部企画課統計係、平成9年3月印刷発行(株式会社 ソーエイ)、p.216
8. 1 2 3 4 5  『明石市統計書(平成13年版)』 兵庫県明石市総務部情報管理課統計係、平成14年3月発行、p.218　(運輸及び通信) 199. 山陽電鉄 市内各駅年度別，月別乗車人員
9. 1 2 3 4 5  『明石市統計書 平成18年版（2006年）』 兵庫県明石市総務部情報管理課統計係、平成19年3月発行、p.220　(運輸及び通信) 193. 山陽電鉄 市内各駅年度別，月別乗車人員
10. 1 2 3 4 5  『明石市統計書 平成23年版（2011年）』 兵庫県明石市総務部情報管理課統計係、平成24年3月発行、p.218　(8. 運輸及び通信) 8-2. 山陽電鉄 市内各駅月別乗車人員
11. 1 2 3 4 5  明石市統計書 平成28年版（2016年）　(8. 運輸及び通信) 8-2. 山陽電鉄 市内各駅月別乗車人員
12. 1 2 3  明石市統計書 平成30年版（2018年）　(8. 運輸及び通信) 8-2. 山陽電鉄 市内各駅月別乗車人員

播磨町統計書
1. 1 2 3  はりま　統計資料編 1985(昭和60年) p.22 －4. 国鉄土山駅年間乗車人員・山陽電鉄本荘駅1日の乗降人員
2. 1 2 3 4 5 6 7 8 9  播磨町統計書 1990年(平成2年) p.26 －4. JR土山駅年間乗車人員・山陽電鉄本荘駅1日の乗降人員
3. 1 2  播磨町統計書 1999年(平成11年) p.27 －4. JR土山駅乗車人員・山陽電鉄播磨町駅1日の乗降人員
4. 1 2 3 4 5 6 7 8 9  『播磨町統計書（平成13年度版）』 兵庫県播磨町企画調整課、平成13年7月発行、p.27
5. 1 2 3 4 5 6  播磨町統計書 2007年(平成19年) p.28 －(9.公園・交通・通信) 3.JR土山駅・山陽電鉄播磨町駅の乗車人数
6. 1 2 3 4 5 6  播磨町統計書 2013年(平成25年) p.25 －(7.公園・交通・通信) 3.JR土山駅・山陽電鉄播磨町駅の乗車人数
7. 1 2 3 4 5 6  播磨町統計書 2018年(平成30年) p.25 －(7.公園・交通・通信) 3.JR土山駅・山陽電鉄播磨町駅の乗車人数

加古川市統計書
1. 1 2 3  『加古川市統計書(昭和56年版)』 編集：加古川市総務部総務課(昭和56年10月)、発行：兵庫県加古川市役所(昭和56年12月)、p.96(「資料　山陽電気鉄道株式会社明石管理駅(1日の乗車人員を1年に換算)」と記載あり
2. 1 2 3 4 5  『加古川市統計書(昭和61年版)』 編集：加古川市総務部総務課(昭和61年12月)、発行：兵庫県加古川市役所(昭和62年1月)、p.104(「資料　山陽電気鉄道株式会社明石管理駅　注）1日の乗車人員を1年に換算」と記載あり
3. 1 2 3 4 5  『加古川市統計書(平成3年度版)』 編集：加古川市総務部総務課(平成4年2月)、発行：兵庫県加古川市役所(平成4年3月)、p.106(「資料　山陽電気鉄道株式会社　注）1日の乗車人員を1年に換算」と記載あり
4. 1 2 3 4  『加古川市統計書(平成7年度版)』 編集：加古川市総務部総務課(平成8年2月)、発行：兵庫県加古川市役所(平成8年3月)、p.105
5. 1 2 3 4 5  『加古川市統計書(平成12年度版)』 兵庫県加古川市総務部総務課、平成13年3月発行、p.107
6. 1 2 3 4 5  加古川市統計書 平成17年度版(2005年度)　(10章 運輸及び通信) 10-2. 山陽電鉄駅別乗車人員
7. 1 2 3 4 5  加古川市統計書 平成22年度版(2010年度)　(10章 運輸及び通信) 10-2. 山陽電鉄駅別乗車人員
8. 1 2 3 4  加古川市統計書 平成26年度版(2014年度)　(10章 運輸及び通信) 10-2. 山陽電鉄駅別乗車人員
9. 1 2 3 4 5  加古川市統計書 平成30年度版(2018年度)　(10章 運輸及び通信) 10-2. 山陽電鉄駅別乗車人員

高砂市統計書
1. 1 2 3 4  『高砂市統計書 昭和57年版』 編集：市長公室企画課、発行：高砂市役所(昭和57年7月)、p.56
2. ↑  『高砂市統計書 昭和59年版』 編集：企画部企画課、発行：高砂市役所(昭和59年7月)、p.49
3. 1 2 3 4 5 6  『高砂市統計書 平成元年版』 編集：企画部企画課、発行：高砂市役所(平成元年8月)、p.51
4. 1 2 3 4  『高砂市統計書 平成8年版』 編集：総務部総務課、発行：高砂市役所(平成8年11月)、p.49
5. 1 2 3 4  『高砂市統計書 平成12年版』 高砂市総務部文書課、平成13年2月発行、p.49
6. 1 2 3 4 5 6 7  『高砂市統計書 平成16年版』 高砂市総務部文書課、平成17年2月発行、p.49
7. 1 2 3 4 5 6 7  『高砂市統計書 平成23年版』 高砂市企画総務部総務課、平成24年2月発行、p.47
8. 1 2 3 4 5 6 7 8  『高砂市統計書 平成30年版』 高砂市企画総務部総務室総務課、平成30年2月発行、p.47

姫路市統計要覧
1. ↑  『姫路市統計要覧 昭和54年版』 姫路市理財局企画財政部企画課、昭和54年12月1日発行（印刷所　高橋総合印刷株式会社）、p.80
2. 1 2 3 4 5  『姫路市統計要覧 昭和59年版』 姫路市企画局調整課、昭和60年3月発行、p.148, p.150
3. 1 2 3 4  『姫路市統計要覧 昭和63年版』 姫路市企画局総合企画室、平成元年3月発行、p.106(「注）定期乗車人員算定方法について、59年度までは交通量調査の資料を基礎としていたが、60年度からは、実績を採用している。」との記載あり）
4. 1 2 3 4 5  『姫路市統計要覧 平成5年版』 姫路市総務局総務部情報管理課、平成6年3月発行、pp.102-103
5. 1 2 3 4 5  姫路市統計要覧 - 平成10年（1998年）版 10.運輸・通信
6. 1 2 3 4 5  姫路市統計要覧 - 平成15年（2003年）版 10.運輸・通信
7. 1 2 3 4 5  姫路市統計要覧 - 平成20年（2008年）版 10.運輸・通信
8. 1 2 3 4 5  姫路市統計要覧 - 平成25年（2013年）版 10.運輸・通信
9. 1 2 3 4 5 6  姫路市統計要覧 - 平成30年（2018年）版 10.運輸・通信